# Senecio dumosus
Senecio dumosus là một loài thực vật có hoa trong họ Cúc. Loài này được Fourc. miêu tả khoa học đầu tiên năm 1894.